# マンクヌガラン王宮
マンクヌガラン王宮（マンクヌガランおうきゅう、ジャワ語: Purå Mangkunagaran, ꦦꦸꦫꦩꦁꦑꦸꦟꦼꦓꦫꦟ꧀、尼: Istana Mangkunagaran）は、インドネシア中部ジャワ州スラカルタにあるマンク・ヌゴロ家（マンクヌガラ侯国）の王宮（クラトン）である。現在も王族が居住するこの王宮は、1757年にマンクヌゴロ1世（在位1757-1795年）により創建された。

## 歴史

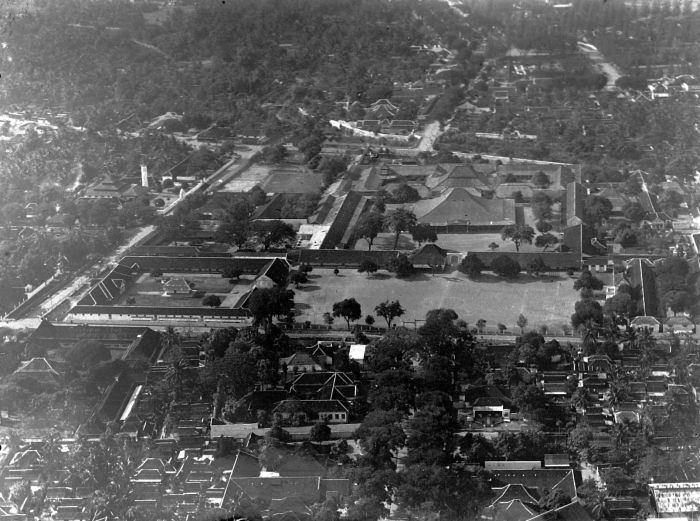
1928-1940年頃（マンクヌゴロ7世の時代）のマンクヌガラン王宮の空中写真

1755年のギアンティ条約によりマタラム王国（1570年代〈1578年頃〉-1755年）が、ススフナン家（スラカルタ侯国）とスルタン家（ジョグジャカルタ侯国）に分裂した後、1757年、ススフナン家とマス・サイド（Mas Said、後のマンクヌゴロ1世）の間にサラティガ条約が締結されたことで、マンク・ヌゴロ家として分立し、その創設者マンクヌゴロ1世によって、マンクヌガラン王宮が建設された。
創建後のマンクヌガラン王宮には、時代とともに多くのものが追加・拡張されており、その補完的変化においてヨーロッパ装飾の要素も明らかに付加されている。

## 構成

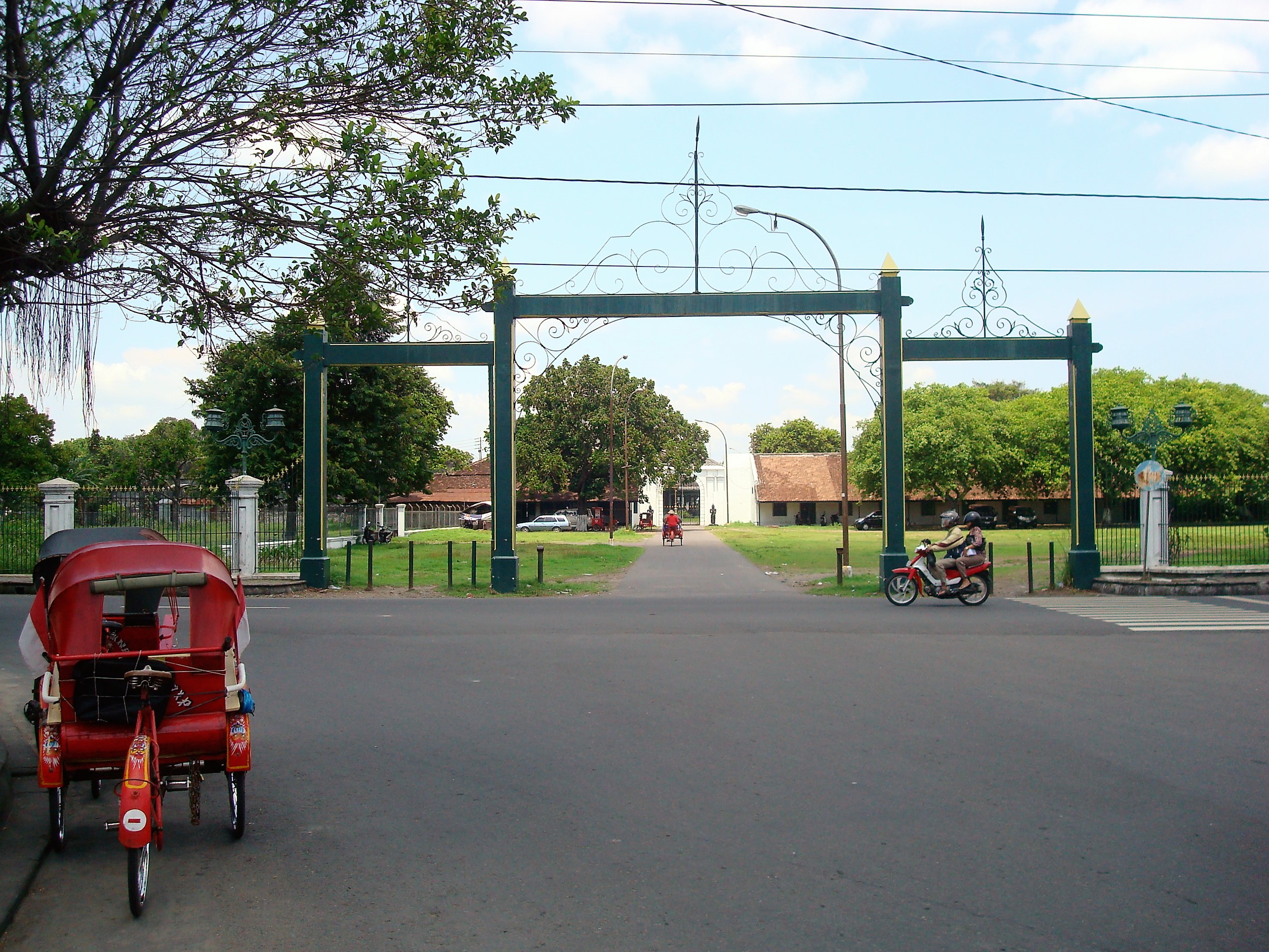
マンクヌガラン王宮の正門と広場 (Pamedan) の前面

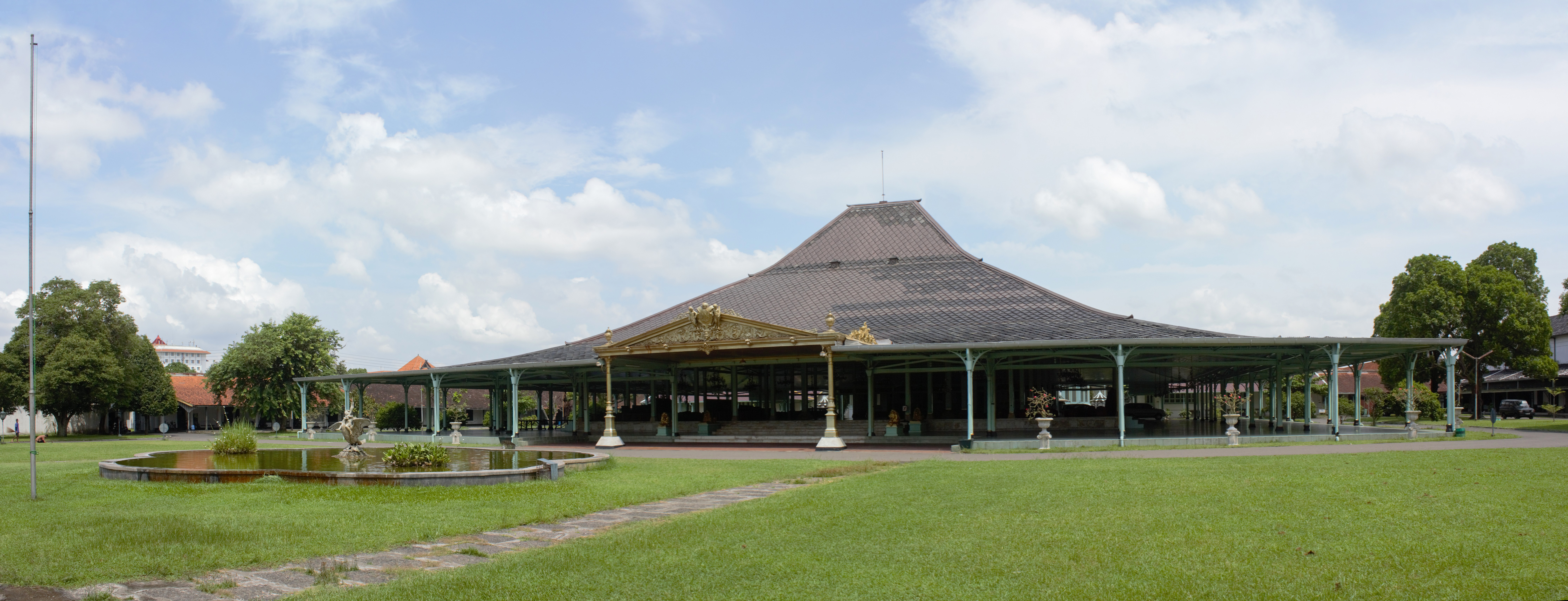
プンドポの大広間のある中庭

マンクヌガラン王宮の正門からは、およそ3ヘクタールにおよぶ広大な広場 (Pamedan) があり、ここはかつて1808年に結成されたマンクヌガラ軍の演習ならびに乗馬の訓練場であった。その後、マンクヌガラン王宮の前庭であるこの方形の広場において、ときに国際的な文化行事も開催されている。
広場正面にある門 (Gedung Kavaleri) により、プンドポ・アグン (Pendopo Ageng) がある中庭に通じている。

### プンドポ

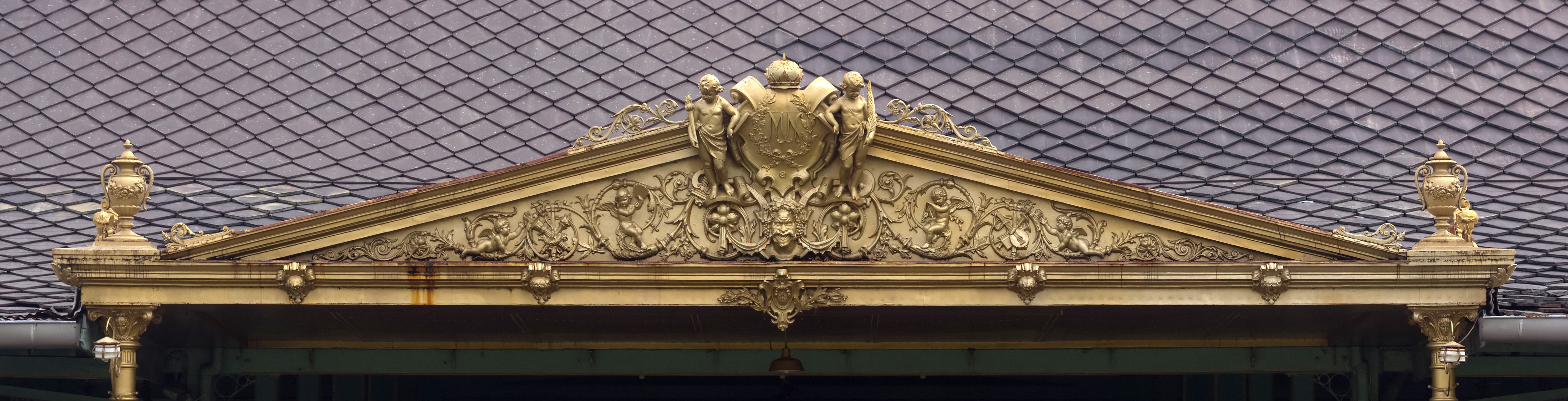
プンドポ前面のペディメントの装飾

開放的なジャワ建築様式のプンドポである広間は、マンクヌゴロ2世（在位1796-1835年）の時代の1815年に構築され、マンクヌゴロ4世（在位1853-1881年）により拡張された。

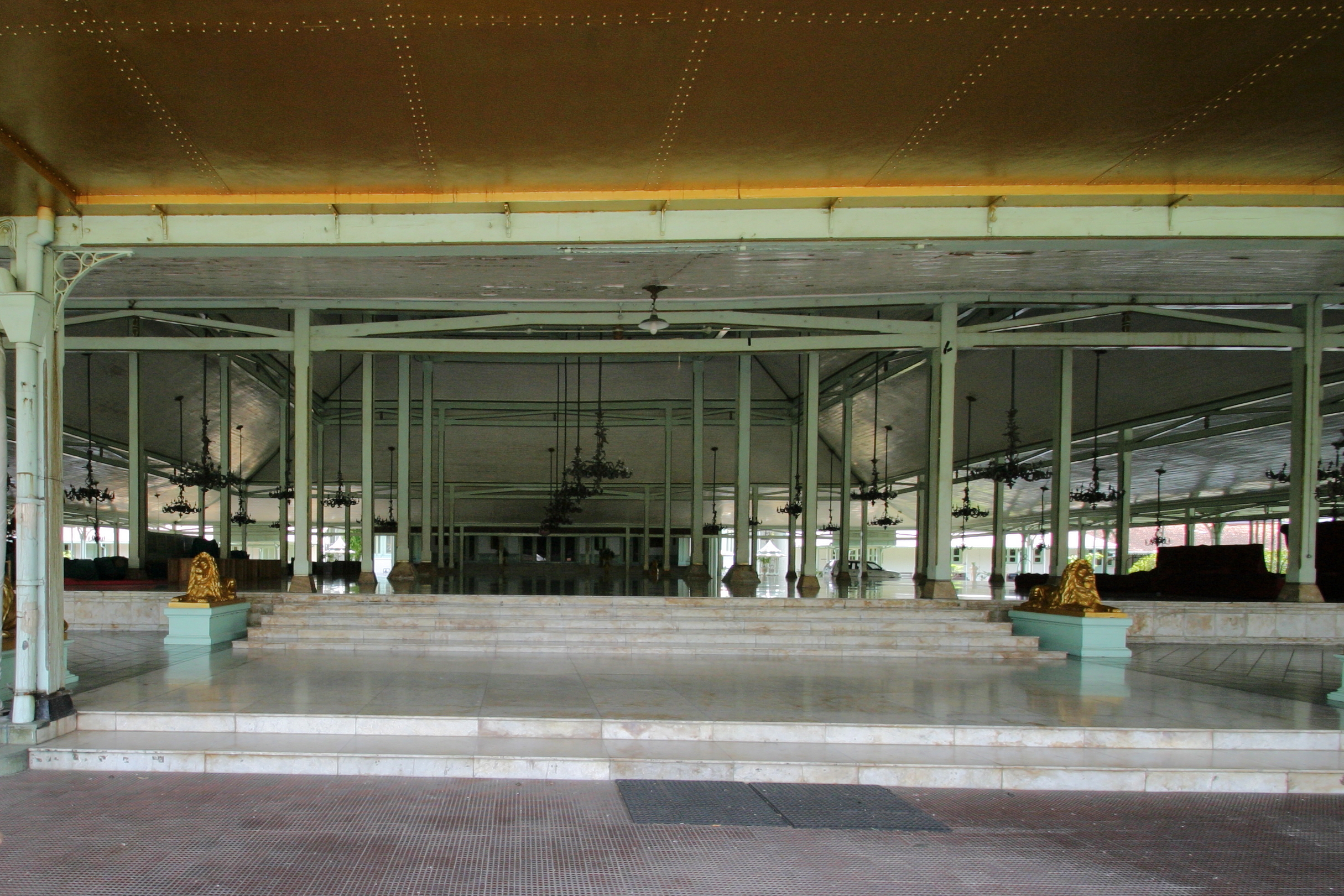
プンドポの大広間正面

プンドポ・アグンは、幅（東西）62.30メートル、奥行き（南北）51.65メートル、平面積3,218平方メートルとなる広大な構造物であり、その屋根はジョグロと呼ばれる台形のピラミッド状をなす伝統的な屋蓋様式により形づくられている。また、前面の2本の前柱で支えられた張り出し玄関のペディメント（破風）は、オランダ植民地時代の建築とその装飾様式が見られる。広間の天井には、1866年に設置された時代を経たシャンデリアが並んでおり、床一面に大理石が敷かれたこの大広間においては、宴会ならびに宮廷の舞踏やガムランの演奏などが催される。

### プリンギタン
プンドポの広間の後方北側に、プリンギタン (Pringgitan) と呼ばれる長方形の場所があり、さらにダレム・アグン (Dalem Ageng) に通じる階段がある。プリンギタンは、半ば開かれた領域であるプンドポより、閉じられた領域であるダレムとの境界に位置している。ここはマンクヌゴロ2世の時代に構築されたもので、王室の賓客を迎える場所であった。プンドポの広間と同じく床に大理石が敷かれ、側壁に備えられた出窓の扉には、一部にステンドグラスも見られる。

### ダレム

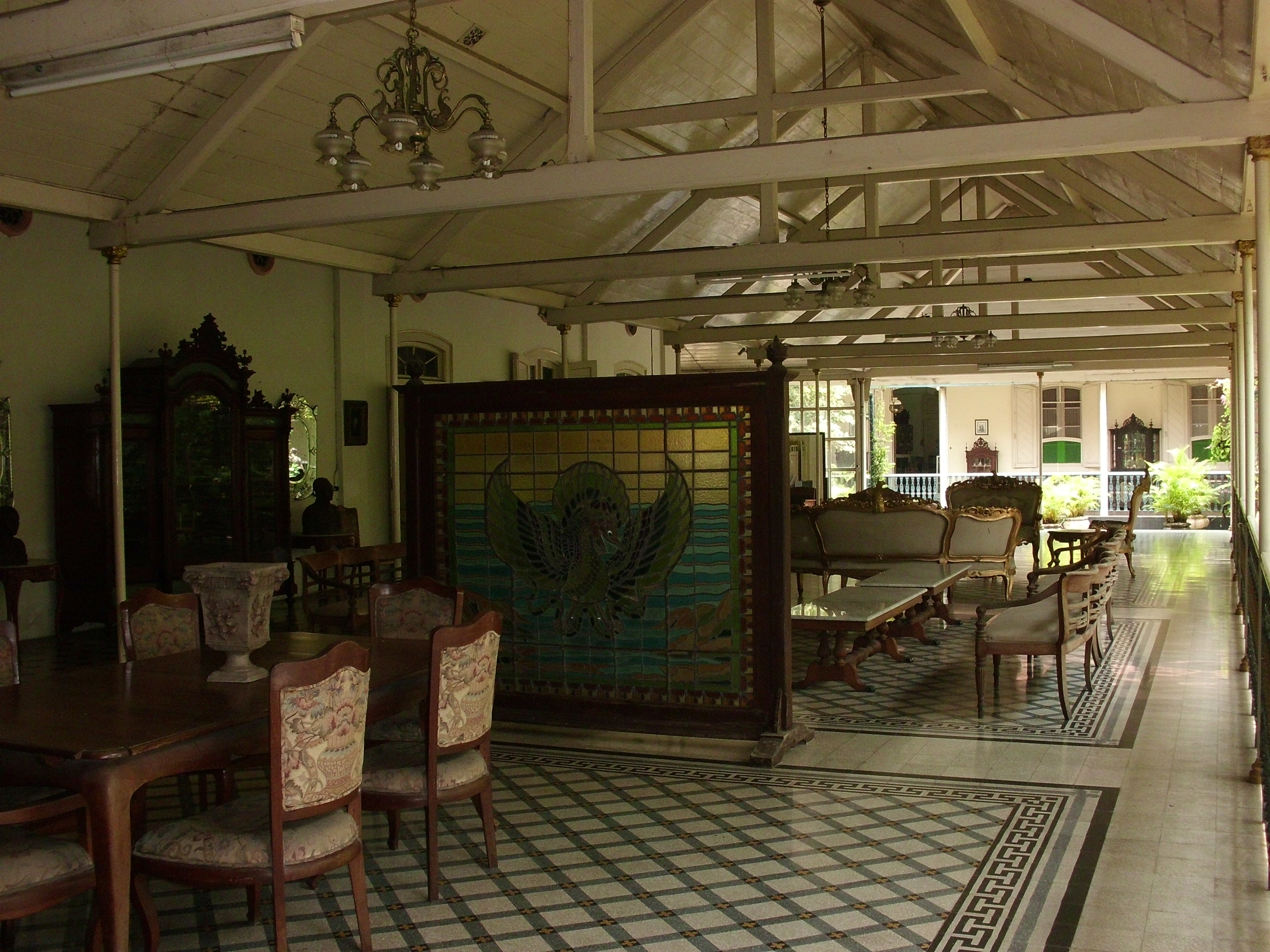
マンク・ヌゴロ家の公邸テラス

北側に続く広間がダレム・アゲンであり、王家の私的空間であった領域である。面積約1,000平方メートルで、ピラミッド状のジョグロの屋根を持つ。このダレム・アゲンの建物の左右にあるいくつもの小部屋のほか、背後にも王族が所有したマンク・ヌゴロ家の公邸であった場所があり、王宮博物館として一部が公開されている。

### 庭園
中庭には、庭園として花が咲く木や観賞用の草木が生い茂り、ヨーロッパ風の彫像や噴水を持つ池のほか、自然保護区に似せた鳥類の飼育ケージなども備えられる。
また、屋外庭園を見下ろすような八角形の建物 Pracimoyasa (Dalem Veranda) があり、屋根は伝統的なジャワ様式である3層の屋蓋からなる形状を持つ。館内にはヨーロッパのシャンデリアならびに家具などが整えられている。

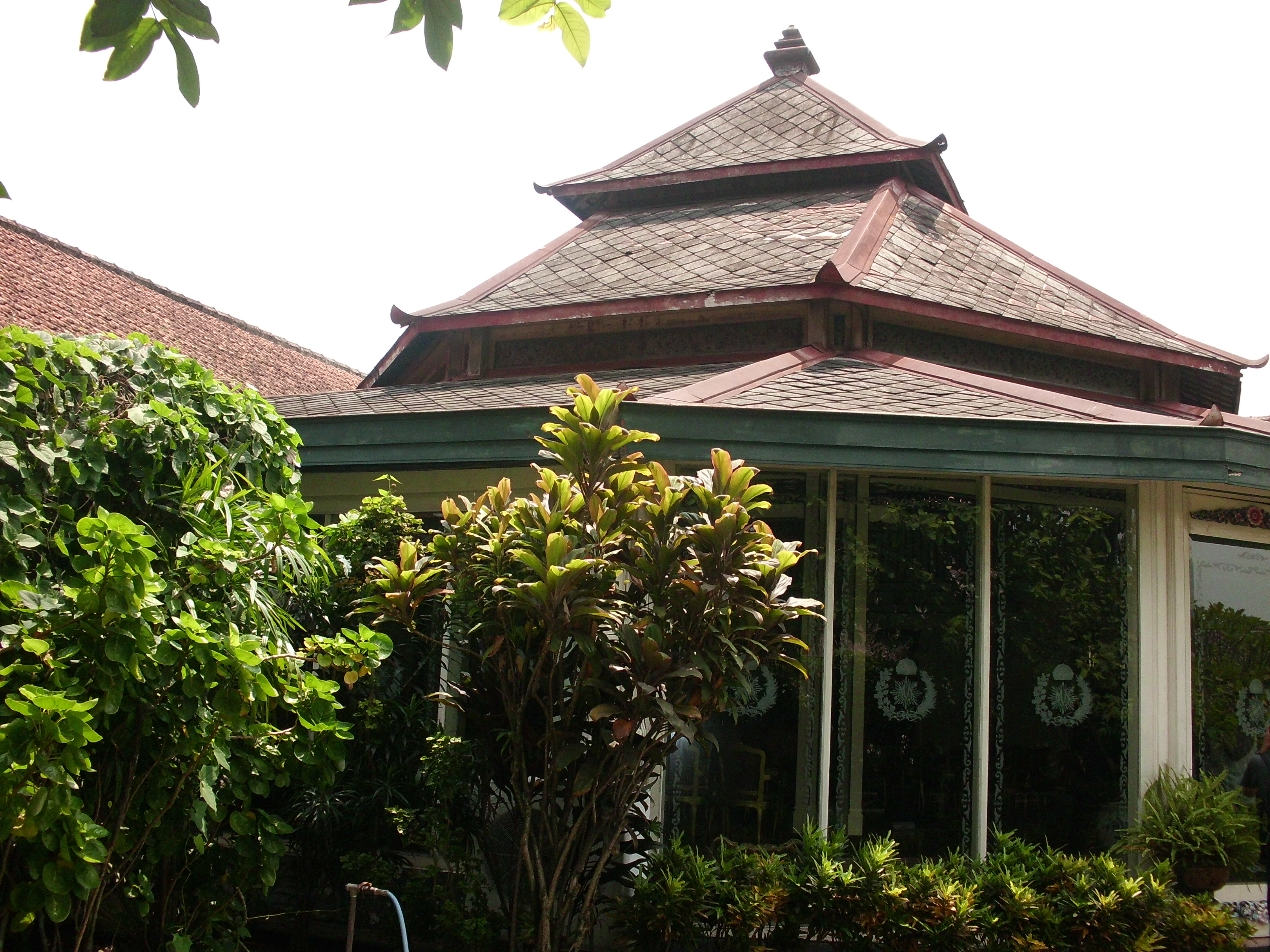
八角形の建物 Pracimoyasa
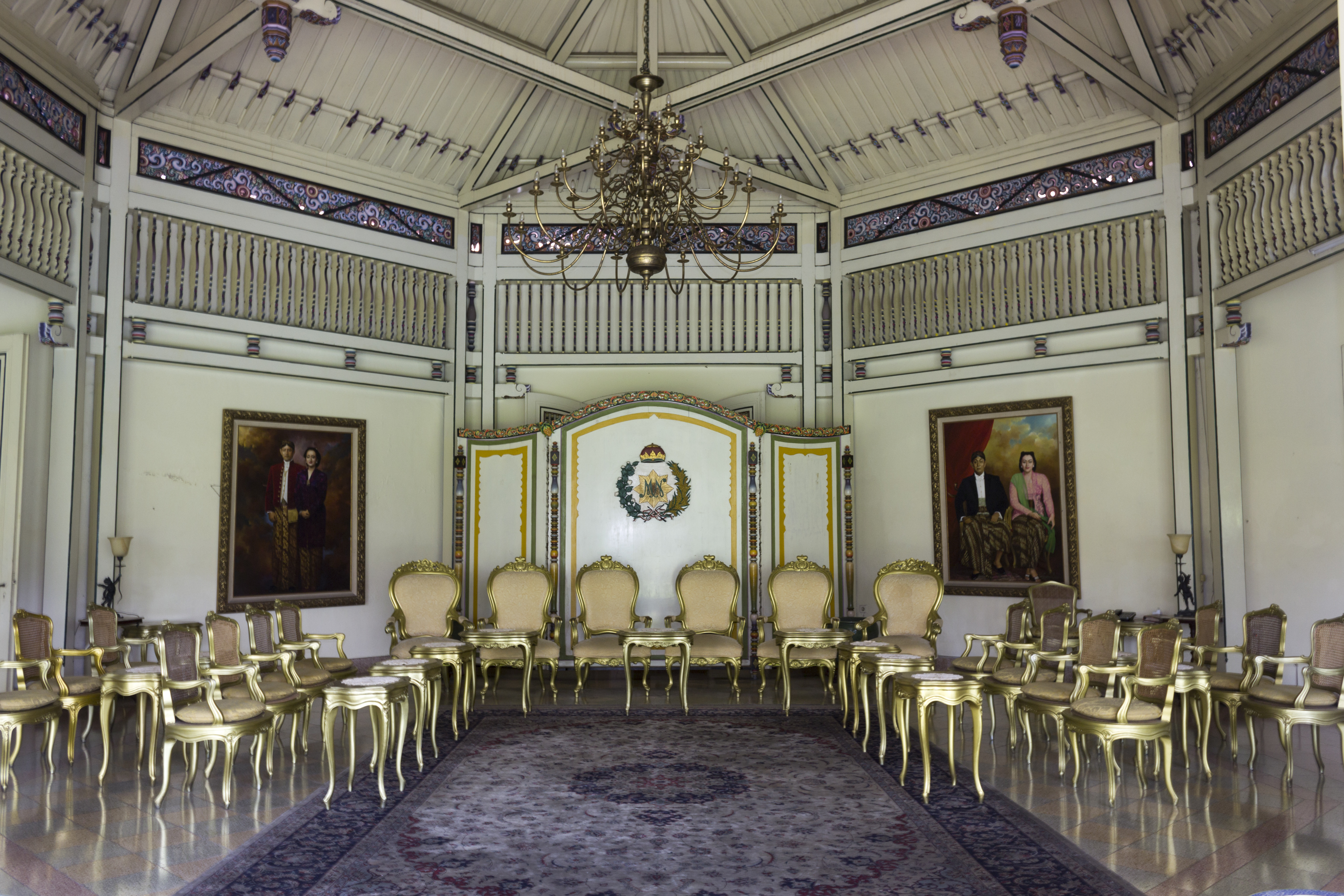
Pracimoyasa 中央の応接室
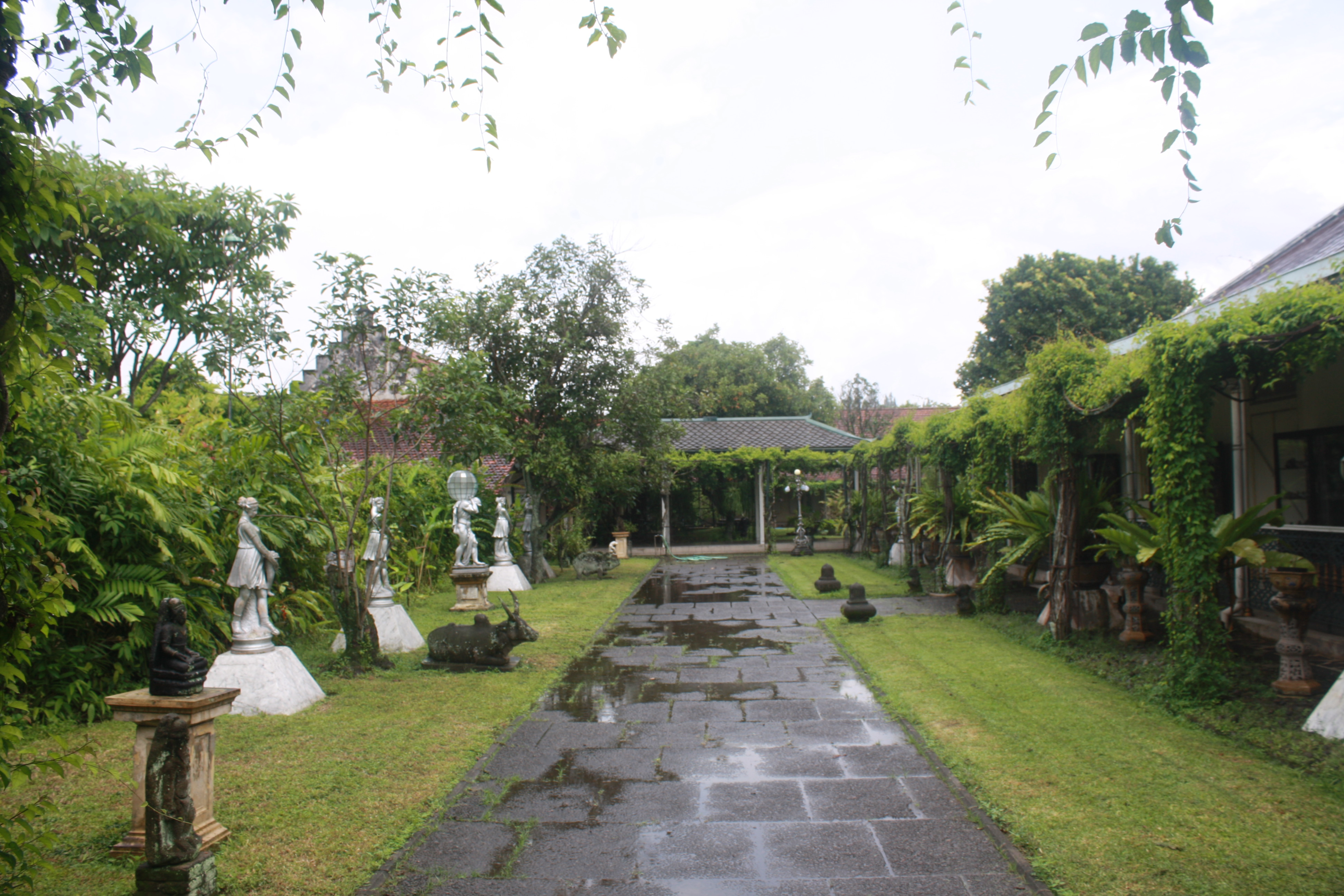
マンクヌガラン王宮内の庭園の一角